# Charles Stewart, 1. Earl of Lennox

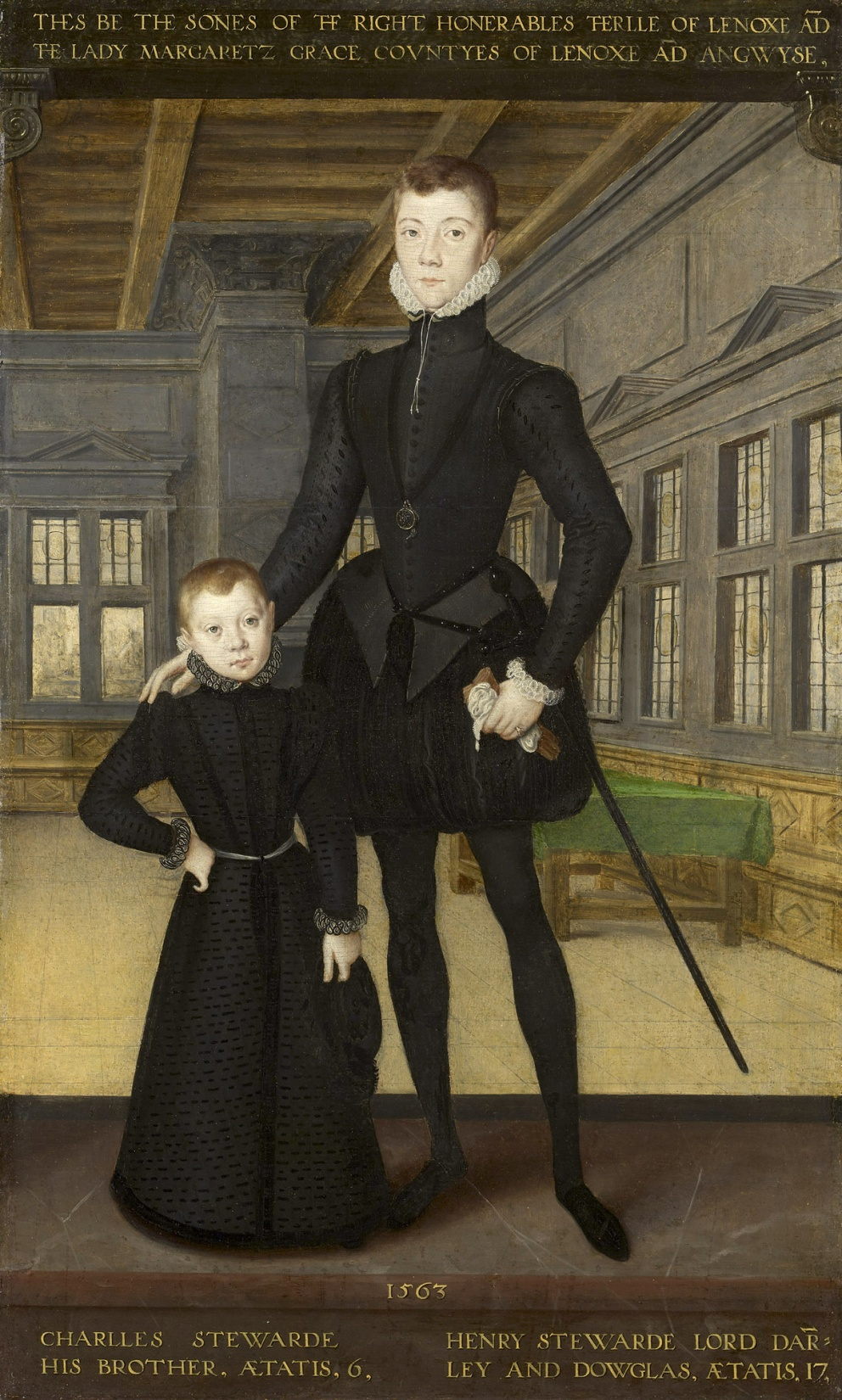
Charles Stuart als Kind mit seinem älteren Bruder Henry Stuart

Charles Stewart, 1. Earl of Lennox (* 1557 in Rufford, Nottinghamshire; † 1576 in London), war ein schottischer Adliger aus der Familie Stewart.
Charles war der vierte Sohn des Matthew Stewart, 4. Earl of Lennox und dessen Gemahlin Margaret Douglas, sowie der jüngere Bruder des Henry Stewart, Lord Darnley.
Charles’ Mutter war eine Nichte des Königs Heinrich VIII. von England und er selbst ein Onkel von König Jakob VI. von Schottland, für den er auch die Regentschaft führte. Da sein älterer Bruder Henry 1567 ermordet worden war, fiel der Titel seines Vaters bei dessen Ermordung 1571 an Jakob VI. und erlosch somit durch Verschmelzen mit der Krone.
1572 wurden die Titel Earl of Lennox und Lord Darnley zugunsten Charles neu geschaffen.
Als Mitglied der königlichen Familie bedurfte seine Eheschließung die Erlaubnis der englischen Königin. Ohne diese Genehmigung heiratete er 1574 Elizabeth Cavendish (1555–1582), Tochter des William Cavendish und der Elizabeth Hardwicke, mit der er eine Tochter hatte:
- Lady Arbella Stuart (1575–1615), ⚭ 1610 William Seymour, 2. Duke of Somerset.

Der Earl starb bereits im 20. Lebensjahr und wurde in der Westminster Abbey bestattet. Mangels männlicher Nachkommen fielen seine Titel an die schottische Krone zurück und wurden für seinen Onkel Robert Stewart neu erteilt.